# Michel Marre
Pour les articles homonymes, voir Marre (homonymie).
Michel Marre né le 12 août 1946 à Rodez, est un trompettiste, bugliste et tubiste de jazz, un compositeur et un réalisateur français. Il joue également de l'euphonium.

## Biographie
Michel Marre étudie le piano et découvre le jazz avec le groupe New Orleans « Hot Peppers ». En 1971, il part pour deux ans en Afrique de l'Est pour un voyage musical. À son retour, il étudie les musiques occitane et bretonne et enregistre plusieurs disques avec l'Intercommunal Free Dance Music Orchestra de François Tusques.
En 1979, il crée le groupe Cossi Anatz (jazz fusion afro-occitan) avec lequel il tourne dans plusieurs festivals. En 1985, il rencontre Archie Shepp et enregistre un album, Hommage à Billie Holiday. 
Michel Marre a depuis participé à de nombreux albums et joué avec de nombreux musiciens dont Jean-Marc Padovani, Louis Sclavis, Daniel Humair, Jean-Marie Carlotti, Marc Ducret, Gérard Pansanel, Serge Lazarevitch, Sophia Domancich, et le chanteur occitan Claudi Marti. Il a également participé à plusieurs créations pour la danse, le théâtre, le cinéma et des documentaires pour la télévision. 
En 1998, il est lauréat de la Villa Médicis et poursuit son travail d'écriture (répertoire pour harmonie et musiciens traditionnels, musique contemporaine).
En 1999, il crée Gavachs, un grand orchestre avec des musiciens indiens.

## Discographie sélective
- " I Remember Clifford" (Label Hâtive) (juin 2013)
- Après la marée noire, vers une musique bretonne nouvelle (Le Chant du Monde)
- Mamaliga Mood, 2004 (Musique des Sphères)
- Y'a Quelqu'un Dans La Cabane (Vent Du Sud, 52e Rue Est)
- Indians Gavachs, 2002 (Nord Sud)
- Mindelo, 1994
- Down to The Fiesta, 1991
- Marre Fiction
- Sardana Jazz
- Jean-Marie Carlotti, Michel Marre, Trobar, Chansons des Troubadours, 1995 (Silex)
- Mal Waldron, Michel Marre, Doudou Gouirand, Space, 1992 (52e Rue Est)
- Archie Shepp et Michel Marre Quintet, Passion, 1991 (52e Rue Est)